# Division II i fotboll 1949/1950
Division II i fotboll 1949/1950 bestod av två serier med 10 lag i varje serie. Det var då Sveriges näst högsta division. Varje serievinnare flyttades direkt upp till Allsvenskan och de två sämsta degraderades till Division III. Det gavs 2 poäng för vinst, 1 poäng för oavgjort och 0 poäng för förlust.

## Serier

### Nordöstra
| Nr | Lag             | S  | V  | O | F  | GM | IM | MS  | P  |
| -- | --------------- | -- | -- | - | -- | -- | -- | --- | -- |
| 1  | Örebro SK (N)   | 18 | 11 | 6 | 1  | 49 | 24 | +25 | 28 |
| 2  | Surahammars IF  | 18 | 11 | 3 | 4  | 43 | 23 | +20 | 25 |
| 3  | IK City (U)     | 18 | 11 | 2 | 5  | 47 | 32 | +15 | 24 |
| 4  | Karlstads BIK   | 18 | 9  | 2 | 7  | 27 | 24 | +3  | 20 |
| 5  | IF Viken (U)    | 18 | 8  | 0 | 10 | 36 | 41 | −5  | 16 |
| 6  | Karlskoga IF    | 18 | 5  | 6 | 7  | 28 | 34 | −6  | 16 |
| 7  | IK Brage (U)    | 18 | 6  | 3 | 9  | 31 | 46 | −15 | 15 |
| 8  | Sandvikens AIK  | 18 | 6  | 2 | 10 | 30 | 39 | −9  | 14 |
| 9  | Sundbybergs IK  | 18 | 4  | 3 | 11 | 29 | 42 | −13 | 11 |
| 10 | Reymersholms IK | 18 | 3  | 5 | 10 | 19 | 34 | −15 | 11 |

Örebro SK gick upp till Allsvenskan och Sundbybergs IK och Reymersholms IK flyttades ner till division III. De ersattes av Sandvikens IF och Hammarby IF från division III.

### Sydvästra
| Nr | Lag                    | S  | V  | O | F  | GM | IM | MS  | P  |
| -- | ---------------------- | -- | -- | - | -- | -- | -- | --- | -- |
| 1  | Råå IF                 | 18 | 14 | 2 | 2  | 45 | 13 | +32 | 30 |
| 2  | Halmstads BK           | 18 | 9  | 6 | 3  | 69 | 43 | +26 | 24 |
| 3  | Landskrona BoIS (N)    | 18 | 8  | 4 | 6  | 38 | 29 | +9  | 20 |
| 4  | Örgryte IS             | 18 | 8  | 2 | 8  | 41 | 32 | +9  | 18 |
| 5  | Huskvarna Södra IS (U) | 18 | 9  | 0 | 9  | 35 | 39 | −4  | 18 |
| 6  | Höganäs BK             | 18 | 8  | 2 | 8  | 28 | 33 | −5  | 18 |
| 7  | Åtvidabergs FF         | 18 | 8  | 1 | 9  | 41 | 43 | −2  | 17 |
| 8  | IFK Malmö              | 18 | 7  | 2 | 9  | 33 | 36 | −3  | 16 |
| 9  | Jonsereds IF           | 18 | 6  | 1 | 11 | 34 | 50 | −16 | 13 |
| 10 | IK Sleipner            | 18 | 2  | 2 | 14 | 24 | 60 | −36 | 6  |

Råå IF gick upp till Allsvenskan och Jonsereds IF och IK Sleipner flyttades ner till division III. De ersattes av IFK Göteborg och IS Halmia från Allsvenskan och från division III kom Norrby IF och Lunds BK.